# サウンドロゴ
サウンドロゴ（英語: sound logo）は、サウンド＝音によるロゴタイプを意味する語。主に動画・音声によるコマーシャルメッセージ（CM）におけるブランディング手法を示す語として用いられる。
サウンドロゴの制作にはサウンドデザイナーや作曲家が関わる。

## 広告手法として
CMにおける「サウンドロゴ」とは、広告主名や商品名に定まった短いメロディや効果音をつけるなどして定まった形式の音響を制作し、異なるバージョンのCMで共通して流すこと。コーポレート・ボイスとも。
人の心理に備わる、音によるイメージ喚起（メモリー・ビジョン）を利用した広告テクニックのひとつで、宣伝効果を高めるため、視聴者・聴取者の注意を惹きつけ強く記憶されることを狙って制作される。
短い時間で強い印象を与える広告テクニックとしてはキャッチコピーとも重なりが見られ、サウンドロゴとして制作されたものの文字化が印刷広告のキャッチコピーとなった事例もある。

## 権利性
サウンドロゴの権利性については商標権や著作権が問題となる。
かつては、音はブランドの一つという概念が認知されず、音を商標として登録し、保護するのは伝統的に困難だった。この問題は世界貿易機関での、知的所有権の貿易関連の側面に関する協定によって記述された。知的所有権は「ひとつの商品、またはサービスを他のものと区別できる」「（音、画像等の）あらゆるサイン」を含めるためにブランドの法的定義が広がった。
近年、こうしたサウンドロゴ表示は、それを保護しようとしている商標権の所有者のために時々問題が起き、問題対処の方法は国によって様々だ。

### 商標権
聴覚で認識される商標は、日本の商標法において「音商標」に分類され、サウンドロゴやパソコンの起動音などが対象となっている。
アメリカでは1946年には色彩などとともに音の商標権が認められた。その後、イギリス、ドイツ、フランス、オーストラリア、韓国などで導入。日本では2015年（平成27年）4月の商標法改正によって商標登録の対象となった。

### サウンドロゴ訴訟
住友生命保険のコーポレートアイデンティティサウンドロゴを作曲した生方則孝が、「サウンドロゴは著作物である」という事実の確認などを巡って、2005年12月に住友生命を提訴した。
1986年に作曲されたこの2秒半のサウンドロゴは1987年から1995年まで使われたが、2004年から生方に無断で、他の音楽家に編曲され再使用され始めた。生方は住友生命に遺憾の意を表明し、再契約を求めたが、住友生命は「サウンドロゴを著作物と考えておらず、使用に問題はない」と回答。生方は「これがまかり通れば、他の作曲家に多大な影響を与えかねない」と考え、提訴に踏み切った。
本件は2006年12月15日に和解が成立、円満解決した。合意内容のうち公開されているのは、当事者双方が敬意を表明し合うというもので、特に住友生命側が「サウンドロゴの制作に対する精神的営為に対し敬意を表明」していることに対し、生方は事実上サウンドロゴの著作物性が認定されたものであると評価している。
生方の公開するブログによれば、この裁判の決着を受け、広告音楽制作の現場では作曲家との契約が厳密に行われるようになったという。しかし同時に、裁判で生方の側に立ったプロダクションなどが仕事を取りにくくなったという問題も出ている。